# Gigantentreppe
La Escalera Gigante (oficialmente: Gran Escalera) se construyó a partir de 1699 como escalera principal del Palacio Real de Berlín según los planos de Andreas Schlüter. Formaba parte de una unidad de diseño arquitectónico, escultura arquitectónica y pintura, fue considerada una de las primeras y más grandes escaleras del barroco alemán. Recibió el sobrenombre de “Escalera Gigante” debido a la representación de la Gigantomaquia de la mitología griega. Sufrió graves daños durante la Segunda Guerra Mundual y fue demolida junto con el Palacio de Berlín en 1950.
Con la reconstrucción del Palacio Real de Berlín como sede del Foro Humboldt, se está discutiendo la reconstrucción de esta.Franco Stella dejó abierta conscientemente la posibilidad de reconstruirla, ya que está excelentemente documentada con fotografías y planos. Un partidario de la reconstrucción es el historiador de arte Peter Stephan, quien justifica la importancia de la escalera diciendo que era el “corazón” del Palacio de Berlín y formaba parte inseparable de la fachada exterior. 

## Primer diseño
Como parte del rediseño del Palacio de Berlín bajo el mando del elector de Brandeburgo Friedrich III. Schlüter también comenzó a diseñar una nueva escalera principal en 1699. Su primera versión está documentada mediante grabados de Leonhard Heckenauer. A través del Schlüterhof se debía acceder a la escalera de tres tramos que conducía a las salas de ceremonias del segundo piso. Al igual que el portal exterior risalit, el primer borrador constaba de cinco ejes de ancho y tres ejes de profundidad. A través de la entrada central, procedente del piso de la galería inferior, el visitante accedía a una rampa que conducía a la pared trasera del hueco de la escalera. Allí las escaleras se dividían en brazos que iban a derecha e izquierda y que giraban hacia arriba. A los lados, a izquierda y derecha, había dos ojos de escalera. En comparación con la versión posterior, el mobiliario y el diseño generales eran más moderados.

## Segundo diseño

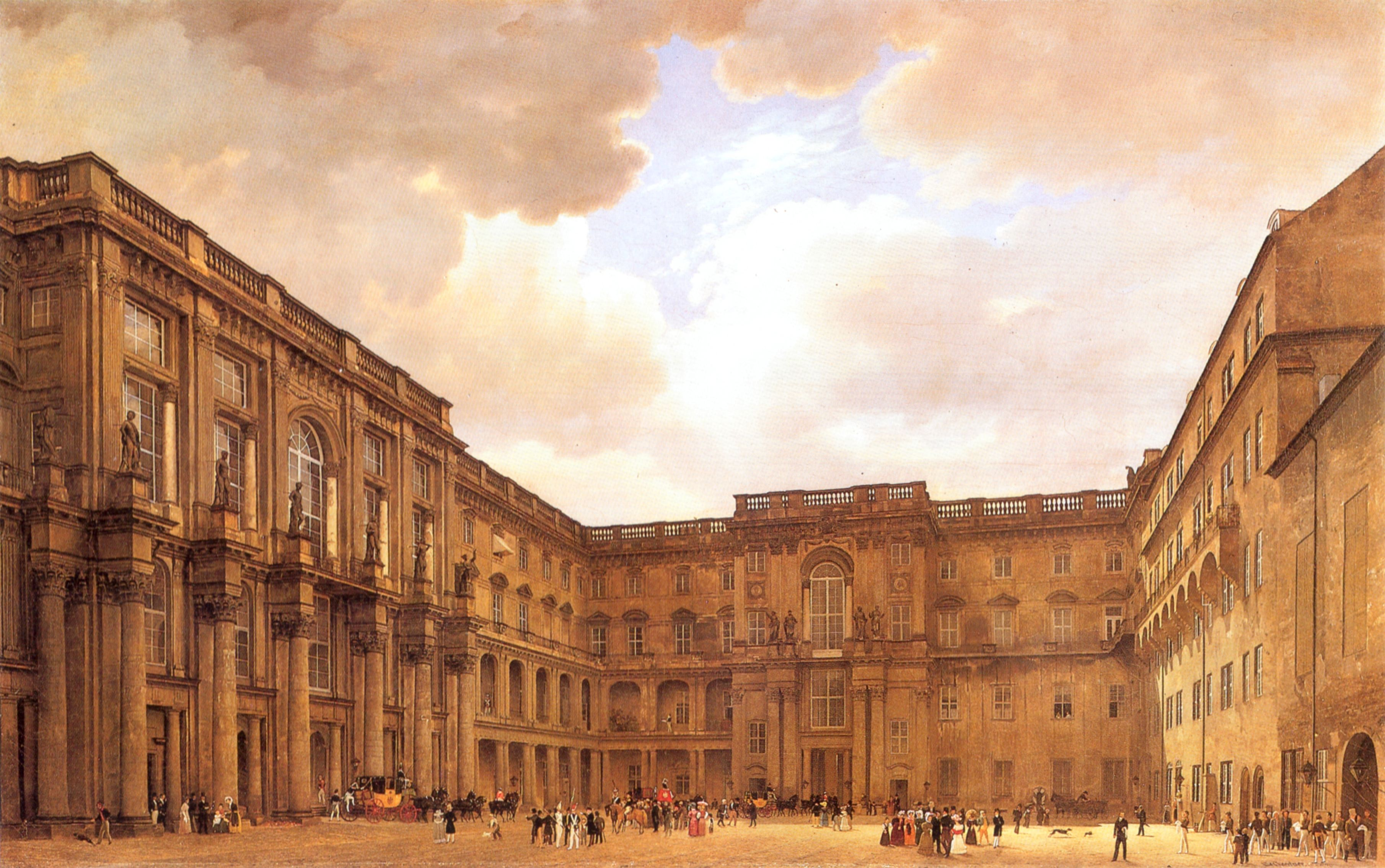
El gran portal risalit del Schlüterhof servía de acceso a la gigantesca escalera. Pintura de Eduard Gaertner, 1830

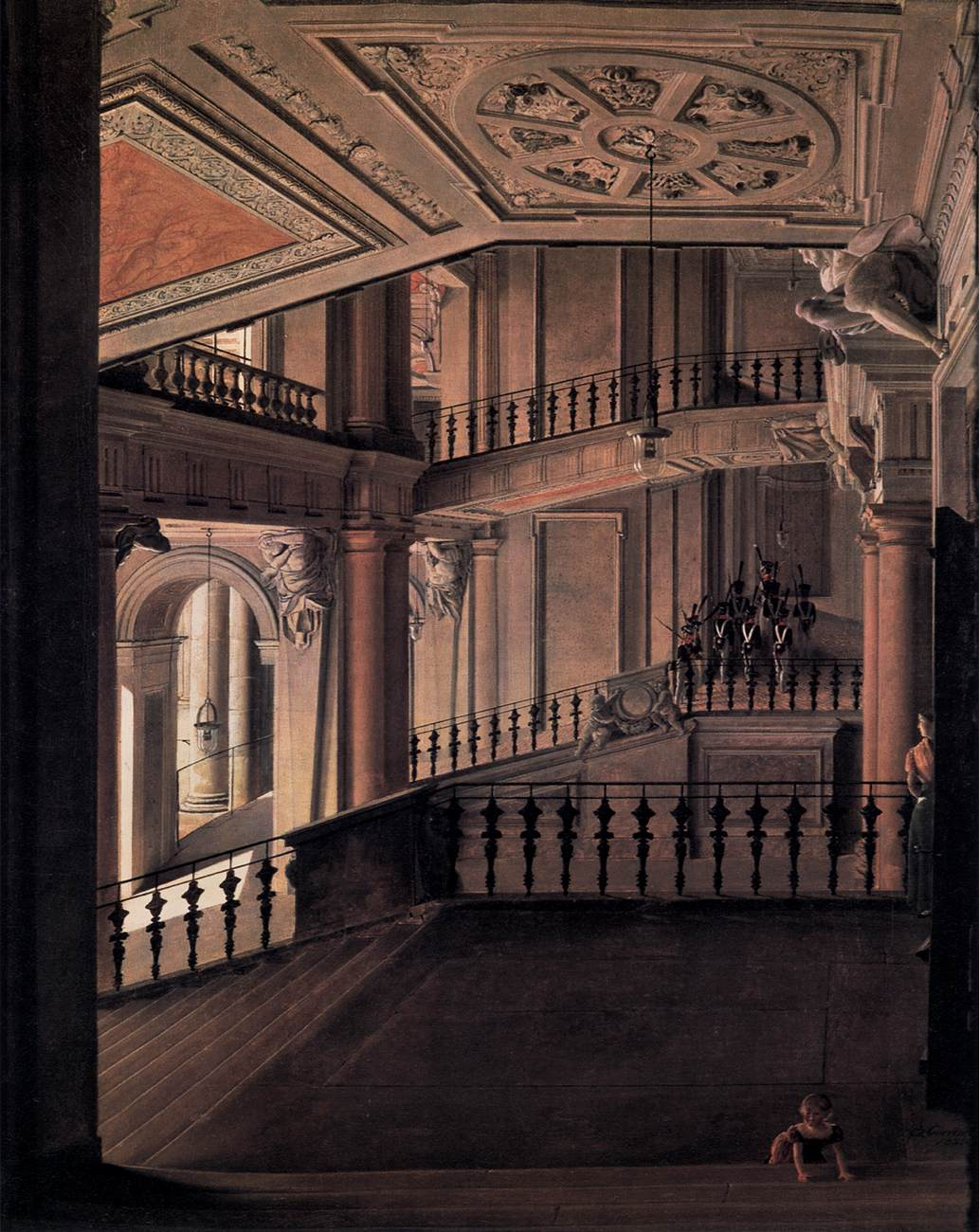
Aspecto final de la escalera gigante Pintura al óleo de Eduard Gaertner, 1830

En 1704 Schlüter se vio obligado a abandonar sus planes originales y desarrollar un nuevo diseño. Se mantuvieron la ubicación y las dimensiones básicas del anteproyecto. Sin embargo, se omitió el motivo de diseño del tramo central de escaleras. En las paredes laterales se crearon ahora dos brazos de escalera, con las plataformas giratorias en los ejes. En lugar de los dos ojos de escalera laterales de la versión de diseño anterior, ahora solo había uno, que estaba ubicado en el centro de la habitación. De este modo, Schlüter pudo utilizar la pared trasera de la escalera y la galería visible como telón de fondo para el diseño escultórico. La galería de tres ejes en la pared trasera de la fachada se mantuvo desde el primer borrador, con la diferencia de que ya no se podía acceder a ella a través de un tramo de escaleras central, sino de dos tramos laterales. Desde la Gran Escalera se llegaba al Salón Suizo, situado encima y al lado de la escalera, que constituía la antesala de los salones de armas de Federico I en el ala del Jardín de los Placeres. Su elemento central era la sala de los caballeros sobre el Portal V, también amueblada por Schlüter, con las encarnaciones de los cuatro continentes conocidos entonces: Europa, Asia, África y América.

## Disposición
De los dos tramos de escaleras, sólo uno tenía escalones y el otro estaba diseñado como rampa para que el rey, que estaba discapacitado, pudiera llegar a sus aposentos con su caballo. Los tramos de escaleras y la galería estaban sostenidos por atlantes hermas, mientras que los tramos opuestos estaban sostenidos por los gigantes del mismo nombre. Estos se asentaban libremente escultóricamente sobre el entablamento de un orden dórico de columnas.
En la escalera de arriba había un orden jónico y un elaborado grupo de figuras que parecían surgir de una nube. Mostraba al padre celestial Júpiter montado en un águila, lanzando rayos a los gigantes que se encontraban en la galería opuesta. Además de Júpiter, también estaban en el grupo su copero Ganímedes y varios amorcillos. El triunfo de Júpiter sobre los gigantes representó simbólicamente la victoria del orden cósmico sobre el caos. El águila aludía al animal heráldico prusiano, mientras que Júpiter representaba simbólicamente el poder del constructor Friedrich&, reproducido. Como castigo simbólico, los gigantes derrotados llevaban ahora las vigas y los tramos de las escaleras gigantes.
Otras figuras y representaciones escultóricas incluyeron amorcillos en los largueros de las escaleras, representaciones en relieve en las puertas de madera y la parte inferior de las escaleras, y estatuas en los nichos de las paredes laterales. En lo alto de la escalera se encontraba una monumental pintura en el techo, que también hacía referencia a la lucha contra los gigantes.

## Destrucción
Durante la Segunda Guerra Mundial, el Palacio de Berlín y la Escalera del Gigante sufrieron graves daños durante los ataques aéreos aliados. En 1950 se derribó  todo el complejo de edificios. Un relieve que antiguamente se encontraba al pie de un tramo de escaleras es el único resto de la escalera que se conserva y que ahora se puede contemplar en el castillo de Köpenick.